# Großrinderfeld

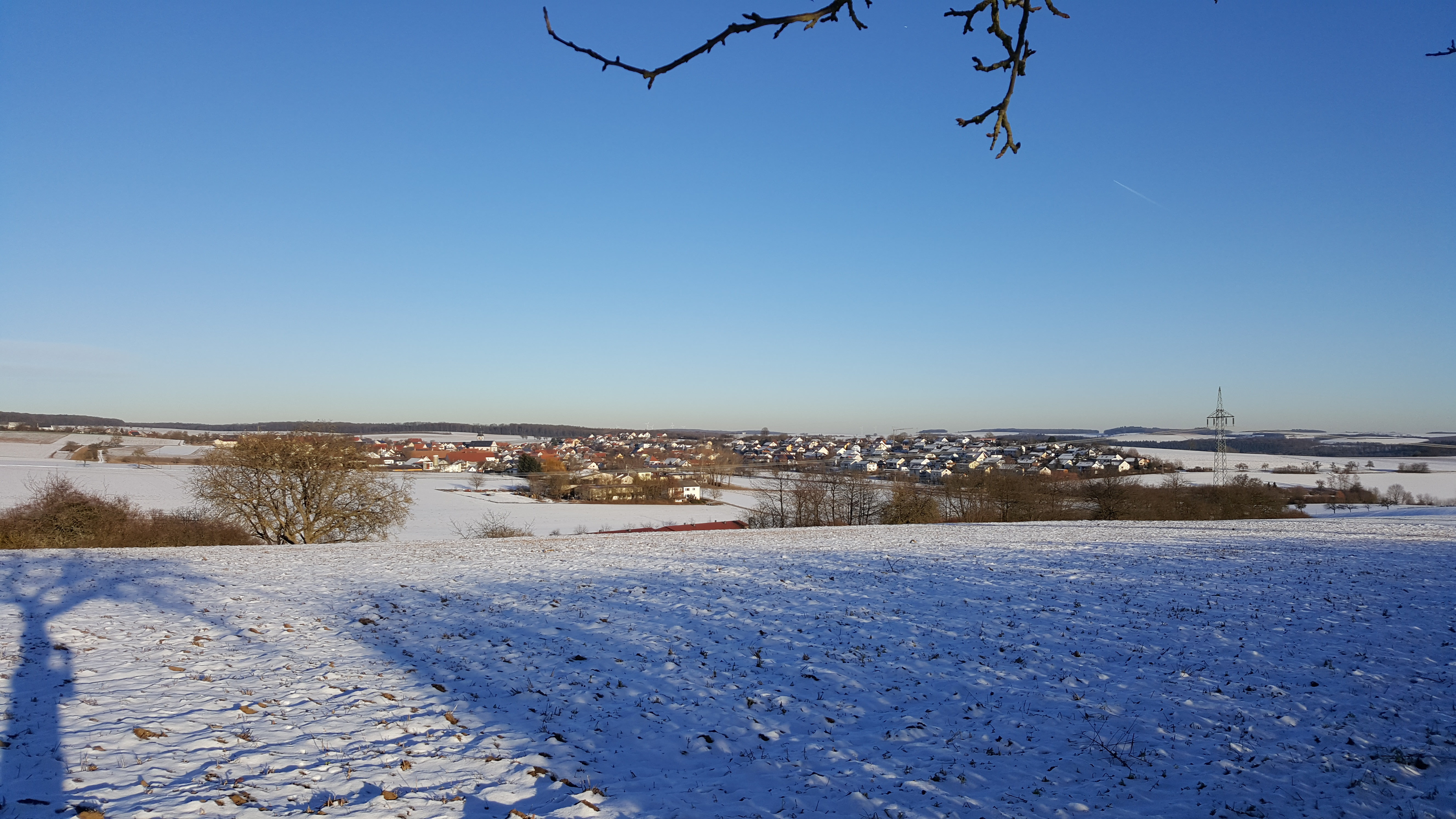
Blick auf Großrinderfeld im Winter (2017)

Großrinderfeld (ⓘ) ist eine Gemeinde in Tauberfranken, gelegen im Main-Tauber-Kreis im fränkisch geprägten Nordosten Baden-Württembergs.

## Geographie

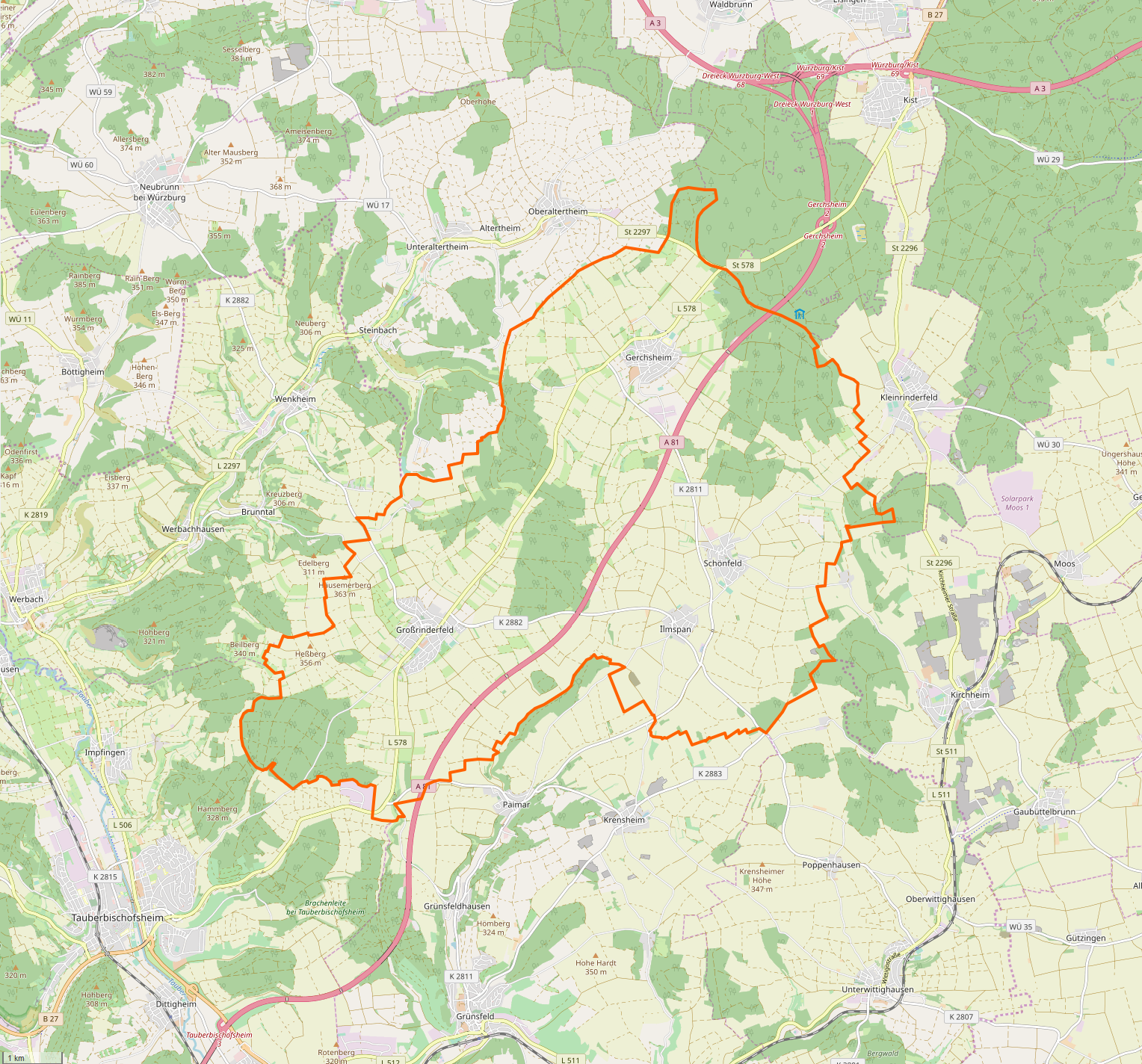
Gemarkung und Lage der Gemeinde Großrinderfeld

### Geographische Lage
Der Ort liegt am äußersten westlichen Rand des Ochsenfurter Gaus etwa 8 km nordöstlich von Tauberbischofsheim und etwa 24 km südwestlich von Würzburg an der Bundesstraße 27, die in diesem Abschnitt parallel zur Bundesautobahn 81 verläuft.

### Gemeindegliederung

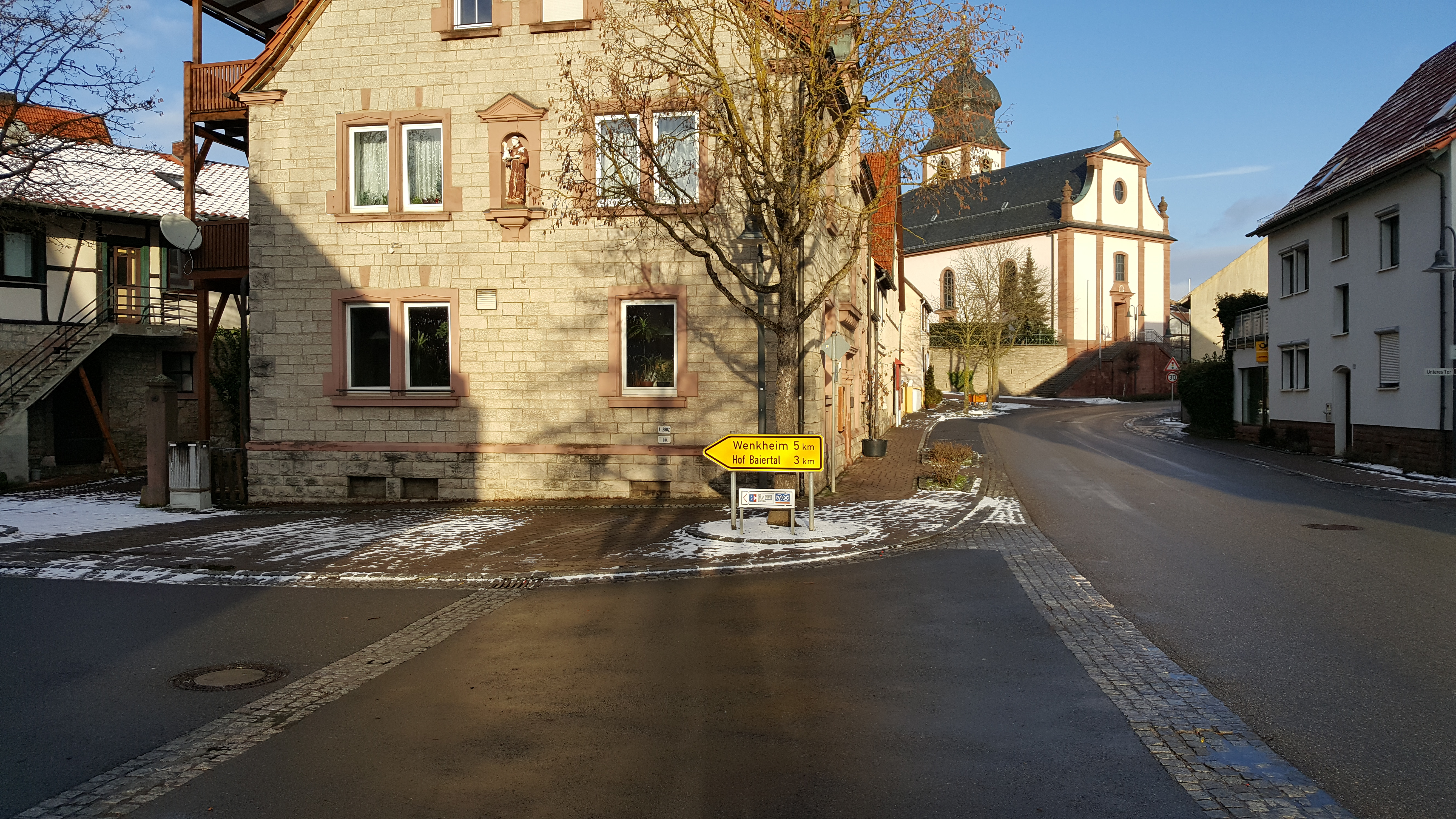
Kreuzung in Großrinderfeld, Abzweigung zum Ortsteil Hof Baiertal

Zur Gemeinde Großrinderfeld gehören neben dem Hauptort Großrinderfeld die bis in die 1970er Jahre selbstständigen Gemeinden und heutigen Ortsteile Gerchsheim, Ilmspan und Schönfeld.
- Zur ehemaligen Gemeinde Gerchsheim gehören das Dorf (⊙) und die Wohnplätze Altertheimer Weg (⊙) und Gewerbegebiet Gerchsheim (⊙).
- Zur Gemeinde Großrinderfeld in den Grenzen von 1971 gehören das Dorf Großrinderfeld (⊙), der Weiler Hof Baiertal (⊙) und der Wohnplatz Siedlung (⊙) sowie die abgegangenen Ortschaften Bickelhof, Bösehof und Frohehof.
- Zur ehemaligen Gemeinde Ilmspan gehört das Dorf Ilmspan (⊙).
- Zur ehemaligen Gemeinde Schönfeld gehören das Dorf Schönfeld (⊙) und der Wohnplatz Beund (⊙) sowie die abgegangenen Ortschaften Irtenberg und Rohrensee.

### Flächenaufteilung
Nach Daten des Statistischen Landesamtes, Stand 2014.

### Schutzgebiete
Das FFH-Gebiet Nordöstliches Tauberland liegt teilweise auf der Gemarkung von Großrinderfeld. Daneben gibt es auf dem Gebiet der Gemeinde Großrinderfeld insgesamt neun als Naturdenkmal geschützte Objekte.

## Geschichte

### Mittelalter
1312 gab Graf Ludwig von Rieneck den Ort an das Stift Aschaffenburg. Später kam Großrinderfeld an das Bistum Würzburg.
In Großrinderfeld gab es eine Besonderheit, wie man sie eher von Städten kennt. Ein „Haag“ umgab als geschlossene Ortsbefestigung die Ortschaft vollständig. Der Verlauf ist in der Dorfchronik von Behringer genau beschrieben. Die Befestigungsanlage bestand aus einem Graben mit angrenzendem Holzzaun bzw. aus einem Erdwall mit Holzzaun. Es gab zwei Öffnungen, das Untere und das Obere Tor. Heute weisen nur noch Straßenbezeichnungen auf den ehemaligen Bestand hin. Die beiden Tore wurden um 6 Uhr von einem Nachtwächter geöffnet und um 22 Uhr wieder geschlossen.

### Neuzeit

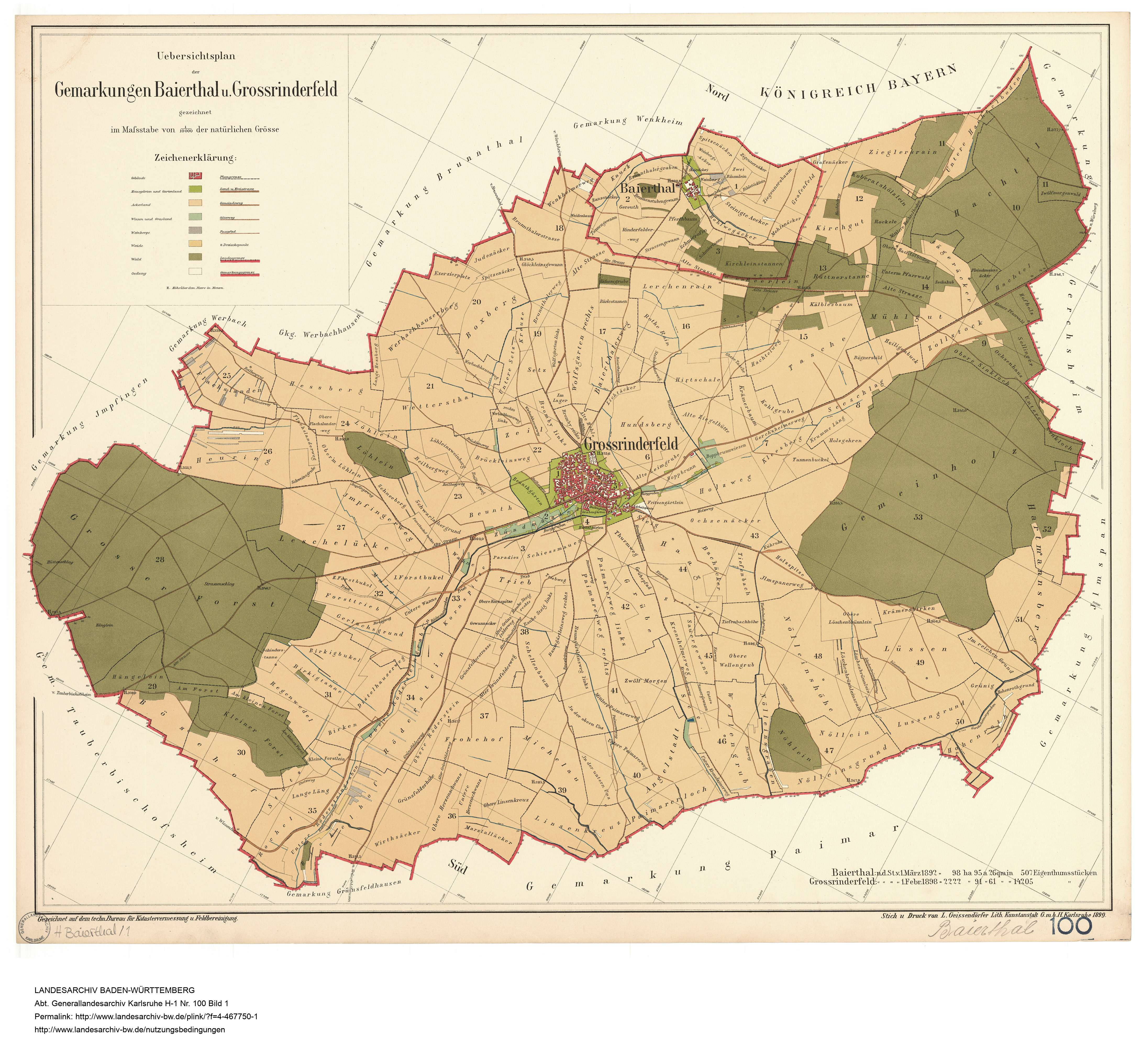
Gemarkung des Hauptortes Großrinderfeld, um 1899, daneben die damals noch eigenständige Gemarkung von Hof Baiertal, die heute in der Gemarkung von Großrinderfeld aufgegangen ist

Im Jahre 1583 gelangte Großrinderfeld an das Kurfürstentum Mainz, wo es zunächst zum Amt Tauberbischofsheim und später zum Oberamt Bischofsheim an der Tauber gehörte. 1806 fiel es an das Großherzogtum Baden. In Baden gehörte das Amt wiederum zum Oberamt Tauberbischofsheim, aus dem später der Landkreis Tauberbischofsheim wurde, mit dem Großrinderfeld 1973 im heutigen Main-Tauber-Kreis aufging. 1866 fand bei Gerchsheim eines der letzten Gefechte des Deutschen Krieges statt.
Großrinderfeld erhielt am 16. März 1699 Marktrecht. Die Originalurkunde befindet sich im Rathaus der Gemeinde. Sie wurde von „Lotharius Franz, Erzbischof des Heiligen Römischen Reiches zu Germanien, Ertzkanzler und Churfürst, Bischof zu Bamberg“ unterzeichnet. Sie erlaubt der Gemeinde Großrinderfeld, auf „ewige Zeiten“ zwei Jahr- und Viehmärkte abzuhalten.

### Eingemeindungen
1924 wurde Hof Baiertal und am 31. Dezember 1972 Ilmspan eingemeindet. Die heutige Gemeinde entstand am 1. Januar 1975 durch die Vereinigung der Gemeinden Gerchsheim, Großrinderfeld und Schönfeld.
Wappen der ehemaligen Gemeinden:

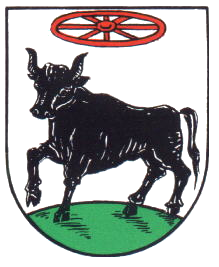
Großrinderfeld (alt)
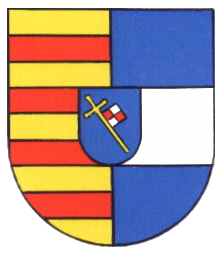
Ilmspan
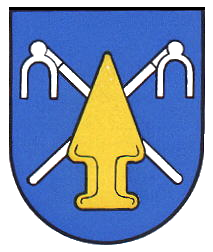
Gerchsheim
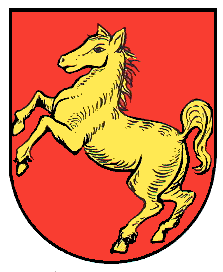
Schönfeld

### Einwohnerentwicklung
Die Bevölkerung der Gemeinde Großrinderfeld (1961 und 1970 mit den später eingegliederten Orten) entwickelte sich wie folgt:
| Jahr | Bevölkerung |
| ---- | ----------- |
| 1961 | 3045        |
| 1970 | 3161        |
| 1991 | 3813        |
| 1995 | 4107        |
| 2005 | 4148        |
| 2000 | 4110        |
| 2010 | 4045        |
| 2015 | 3920        |
| 2020 | 4033        |

Quellen: Gemeindeverzeichnis und Angaben des Statistischen Landesamtes
Laut Bevölkerungsfortschreibung vom 30. September 2022 lebten 4.116 Personen in Großrinderfeld, davon 2077 männliche und 2039 weibliche Personen. Eine genaue Aufteilung auf die Teilorte wurde in dieser Fortschreibung nicht mitgeteilt.

## Religion
Die Bevölkerung ist überwiegend römisch-katholisch geprägt. Die katholischen Kirchen der Gemeinde gehören zur Seelsorgeeinheit Großrinderfeld-Werbach im Dekanat Tauberbischofsheim des Erzbistums Freiburg.

## Politik

### Bürgermeister
Am 10. November 2019 wurde Johannes Leibold im zweiten Wahlgang mit 65,1 % der Stimmen zum Bürgermeister gewählt. Er setzte sich damit gegen insgesamt drei Mitbewerber durch.

### Gemeinderat
In Großrinderfeld wird der Gemeinderat nach dem Verfahren der unechten Teilortswahl gewählt. Dabei kann sich die Zahl der Gemeinderäte durch Überhangmandate (Ausgleichssitze) verändern. Der Gemeinderat in Großrinderfeld hat nach der letzten Wahl 13 Mitglieder (vorher 17). Er besteht aus den gewählten ehrenamtlichen Gemeinderäten und dem Bürgermeister als Vorsitzendem. Der Bürgermeister ist im Gemeinderat stimmberechtigt.
Die Kommunalwahl am 9. Juni 2024 führte zu folgendem vorläufigen Endergebnis.
| Parteien und Wählergemeinschaften | Parteien und Wählergemeinschaften           | % 2024  | Sitze 2024 | % 2019 | Sitze 2019 | Kommunalwahl 2024 %50403020100 47,53 %29,71 %22,76 % IMBCDUFWGewinne und Verlusteim Vergleich zu 2019 %p 6 4 2 0 −2 −4 −6 −8+2,33 %p−6,69 %p+4,36 %pIMBCDUFW |
| IMB                               | Initiative Mündiger Bürger                  | 47,53   | 6          | 45,2   | 8          | Kommunalwahl 2024 %50403020100 47,53 %29,71 %22,76 % IMBCDUFWGewinne und Verlusteim Vergleich zu 2019 %p 6 4 2 0 −2 −4 −6 −8+2,33 %p−6,69 %p+4,36 %pIMBCDUFW |
| CDU                               | Christlich Demokratische Union Deutschlands | 29,71   | 4          | 36,4   | 6          | Kommunalwahl 2024 %50403020100 47,53 %29,71 %22,76 % IMBCDUFWGewinne und Verlusteim Vergleich zu 2019 %p 6 4 2 0 −2 −4 −6 −8+2,33 %p−6,69 %p+4,36 %pIMBCDUFW |
| FW                                | Freie Wähler                                | 22,76   | 3          | 18,4   | 3          | Kommunalwahl 2024 %50403020100 47,53 %29,71 %22,76 % IMBCDUFWGewinne und Verlusteim Vergleich zu 2019 %p 6 4 2 0 −2 −4 −6 −8+2,33 %p−6,69 %p+4,36 %pIMBCDUFW |
| gesamt                            | gesamt                                      | 100,0   | 13         | 100,0  | 17         | Kommunalwahl 2024 %50403020100 47,53 %29,71 %22,76 % IMBCDUFWGewinne und Verlusteim Vergleich zu 2019 %p 6 4 2 0 −2 −4 −6 −8+2,33 %p−6,69 %p+4,36 %pIMBCDUFW |
| Wahlbeteiligung                   | Wahlbeteiligung                             | 69,28 % | 69,28 %    | 69,6 % | 69,6 %     | Kommunalwahl 2024 %50403020100 47,53 %29,71 %22,76 % IMBCDUFWGewinne und Verlusteim Vergleich zu 2019 %p 6 4 2 0 −2 −4 −6 −8+2,33 %p−6,69 %p+4,36 %pIMBCDUFW |

### Verwaltungsgemeinschaft
Die Gemeinde Großrinderfeld bildet mit der Stadt Tauberbischofsheim sowie mit den Gemeinden Königheim und Werbach zur gemeinsamen Erledigung ihrer Verwaltungsgeschäfte die vereinbarte Verwaltungsgemeinschaft Tauberbischofsheim.

## Kultur und Sehenswürdigkeiten

### Museen
Ein privat betriebenes Landwirtschaftliches Museum befindet sich in Großrinderfeld.

### Bauwerke und Kulturdenkmale

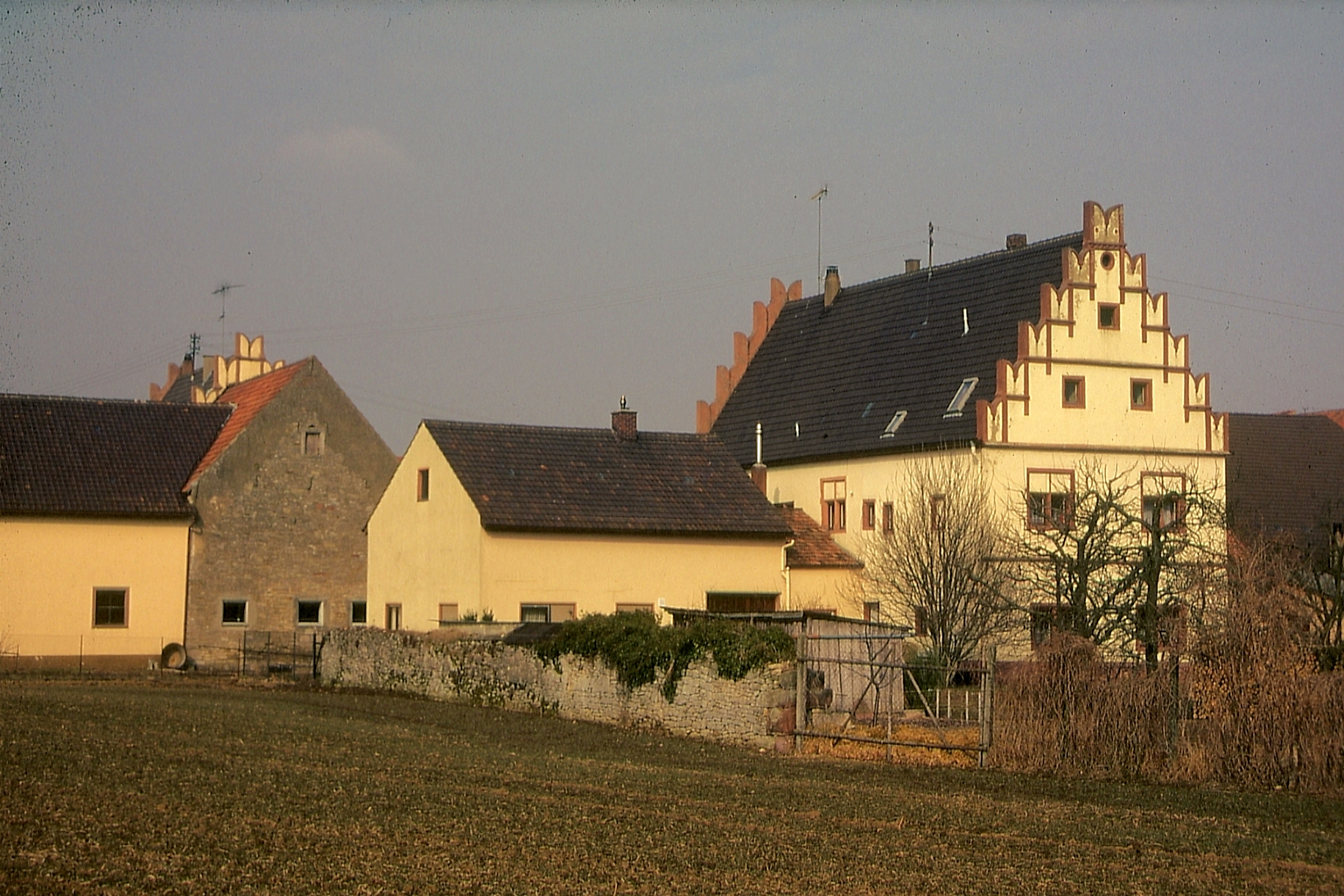
Schloss Schönfeld

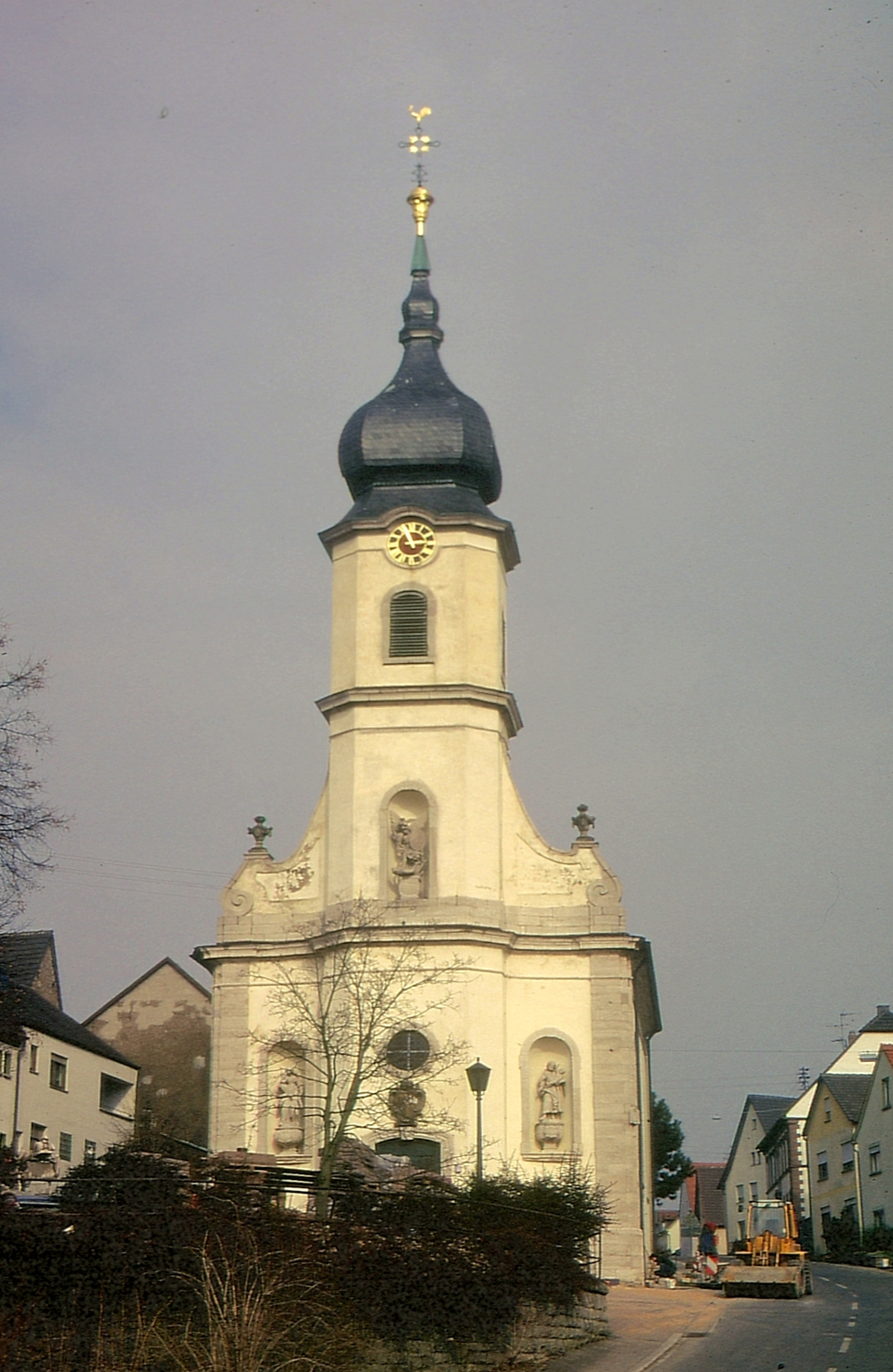
St. Laurentius in Ilmspan

#### Bildstöcke
In allen vier Ortsteilen gibt es zahlreiche Bildstöcke. Diese sind in der Liste der Kulturdenkmale in Großrinderfeld aufgeführt.

#### Pfarrkirche St. Michael
In der Großrinderfelder Ortsmitte steht die barocke Pfarrkirche St. Michael.

#### Schloss Schönfeld
Im Ortsteil Schönfeld befindet sich das spätgotische, aus zwei Gebäuden bestehende Schloss Schönfeld aus dem Jahre 1376.

#### Weitere Baudenkmale
- Friedhofskapelle in Großrinderfeld[10]
- Kirche St. Johannes der Täufer in Gerchsheim[11]
- Kapelle Maria Königin des Friedens (auch Kriegergedächtniskapelle) in Gerchsheim[12]
- Pfarr- und Rathaus Gerchsheim (Herrenstraße)
- Rathaus und Pfarrhaus am Marktplatz in Großrinderfeld
- Rokokokirche St. Laurentius in Ilmspan (Johann Michael Fischer, Schüler Balthasar Neumanns)[13]
- Kirche St. Vitus in Schönfeld[14]
- Marienkapelle in Hof Baiertal[10]

### Tourismus
Durch die Gemeinde Großrinderfeld führen zwei bekannte Ferienstraßen, zum einen die Romantische Straße, die von Würzburg nach Füssen führt, zum anderen die Siegfriedstraße von Worms nach Würzburg.

### Wanderwege
In der Gemeinde Großrinderfeld gibt es über 80 Kilometer Rundwanderwege. Diese sind in einem Buch des Heimat- und Kulturvereines Großrinderfeld mit dem Titel Sagenhafte und wahre Großrinderfelder Geschichten beschrieben. Die Wanderwege verbinden kulturell bedeutsame Kleindenkmale.

### Regelmäßige Veranstaltungen
In Großrinderfeld findet alle zwei Jahre der Bauernmarkt statt.

### Sport
Im Ortsteil Großrinderfeld gibt es einen Sportverein, der die Schweizer Nationalsportart Hornussen als einziger Verein in ganz Deutschland betreibt.
Weitere Sportvereine sind:
- TUS Großrinderfeld
- TSV Gerchsheim
- SV Schönfeld

## Wirtschaft und Infrastruktur

### Wasserversorgung
Das in Dittigheim von 2015 bis 2017 errichtete Wasserwerk Taubertal versorgt rund 40.000 Menschen aus drei Städten und drei Gemeinden sowie Industrie und Gewerbe im mittleren Taubertal mit Trinkwasser. Betreiber ist der Zweckverband Wasserversorgung Mittlere Tauber, dem neben den Gemeinden Großrinderfeld, Werbach und Wittighausen auch die Städte Tauberbischofsheim, Lauda-Königshofen und Grünsfeld angehören.

### Ansässige Unternehmen
In Großrinderfeld gibt es keine größeren Unternehmen. Im März 2007 wurde eine Müllverbrennungsanlage im Industriepark A 81 geplant, gegen deren Bau sich eine Bürgerinitiative wendete.

### Bildung
In Großrinderfeld gibt es eine Grundschule, die Freiherr-Von-Zobel-Schule Grundschule.

### Weinanbau
An der Grenze zu Werbach gibt es ein kleines Weinbaugebiet (Beilberg).

### Verkehr
Großrinderfeld liegt an der Landesstraße L 578 (in Bayern: Staatsstraße 578), die von Tauberbischofsheim nach Kist führt und ehemals Teil der Bundesstraße 27 (Mosbach–Würzburg) war, dann aber wegen der parallel verlaufenden A 81 (Würzburg–Stuttgart) zur Landesstraße herabgestuft wurde. Der Ortsteil Gerchsheim verfügt über eine Ausfahrt an der A 81.